# Élisabeth Doineau
Élisabeth Doineau, née le 7 avril 1961 à Nantes, est une femme politique française. Elle a été membre de l'UDF puis du MoDem et de l'UDI. Elle est désormais sans étiquette. Elle est sénatrice de la Mayenne depuis 2014, conseillère départementale depuis 2004. Dans ses mandats, elle travaille particulièrement sur les thématiques de financement de la protection sociale, d'accès aux soins et de protection de l'enfance.

## Synthèse des mandats et fonctions

### Actuels
- Depuis le 1er octobre 2014 : sénatrice de la Mayenne (réélue en 2017[2] et en 2023).
- Depuis le 29 mars 2015 : conseillère départementale du canton de Cossé-le-Vivien[3].
- Depuis le 7 juillet 2021 : rapporteure générale du budget de la sécurité sociale au Sénat

### Anciens
- 1995 - 2008 : maire de La Rouaudière.[réf. souhaitée]
- 1983 - 1995 : conseillère municipale de La Rouaudière[5].
- 2001 - 2015 : conseillère générale du Canton de Saint-Aignan-sur-Roë.
- 2008-2014 : conseillère régionale des Pays-de-la-Loire.
- 2011 - 2017 : vice-présidente du Conseil départemental de la Mayenne chargée de la commission Enfance-Famille-Insertion-Habitat[3].